# 이상귀 (1888년)
이상귀(李相龜, 1888년 10월 1일 ~ 1958년 5월 20일)는 대한제국의 문관 관료를 지낸 대한민국의 독립운동가이다.
본관은 고성(固城), 호(號)는 창호(蒼湖)이다. 독립운동 시절이던 1920년에서 1921년까지 중화민국 장쑤성 상하이에서 사용한 가명은 이상구(李祥邱).

## 생애

### 일생
강원도 삼척(三陟) 출생인 그는 1907년에서 1909년까지 대한제국 관료직을 잠시 지냈으며 관료 퇴임 후 강원도 삼척에 귀향하였으나 경술조약 이후 경상북도 울진에 낙향을 하여 1919년 4월 13일 경상북도 울진군 북면(北面) 부구리(富邱里)에서 장날에 김일수(金一壽)·황종석(黃宗錫)등과 함께 대한 독립 만세 시위 운동을 벌이기로 계획하였다. 이날 장터에 모인 500여명의 군중에게 태극기를 배부하여 주고 '대한독립만세'라 대서특필을 한 큰 깃발을 선두로 독립만세를 부르짖으며 시위행진을 벌이다가 이를 탄압하던 일제 경찰에 피체되었다. 1919년 4월 17일 경상북도 대구지방법원 울진지청(蔚珍支廳)에서 소위 보안법 위반으로 징역 4개월형을 언도받고 옥고를 치렀고 그 후 만기출감하였다.

### 정당 당원 이력
- 前 한국독립당 상임위원(1922년~1925년)
- 前 한국독립당 민간군사자치지도위원(1931년~1932년)
- 前 한국독립당 대표최고위원(1938년~1947년)

### 사후
대한민국 정부에서는 고인의 공훈을 기리고자 1992년 대한민국 대통령 표창장을 추서하였다.